# Баффи (серия игр)
Во вселенной «Buffy the Vampire Slayer» было выпущено несколько видеоигр для игровых консолей PlayStation 2 и Xbox, а также для карманных приставок Nintendo.

## Buffy — The Vampire Slayer
Buffy - The Vampire Slayer (Game Boy Color) — игра для карманной приставки Game Boy Color. Создана компанией GameBrains и издана THQ в 2000 году.

## Buffy — The Vampire Slayer: The Game
Buffy - The Vampire Slayer (Xbox) — игра для консоли Xbox. Изначально также создавались версии для Dreamcast, PlayStation 2 и PC, но их разработка была закрыта. Роли озвучивают те же актёры, которые снимались в сериале, за исключением Баффи. Её заменила актриса Жизель Лорен (англ. Giselle Loren). Игра разработана компанией The Collective, Inc. и издана Fox Interactive в 2002 году.

## Wrath Of The Darkhul King
Buffy - The Vampire Slayer: Wrath Of The Darkhul King — игра для Game Boy Advance, созданная Natsume Co., Ltd и изданная THQ в 2003 году.

## Chaos Bleeds
Buffy - The Vampire Slayer: Chaos Bleeds — вторая «полноценная» игра про Баффи. Разработана Eurocom для GameCube, PlayStation 2 и Xbox и издана Vivendi в 2003 году.

## The Quest For Oz
Buffy The Vampire Slayer: The Quest for Oz — игра 2004 для мобильных телефонов. Сюжет закручен вокруг Баффи, спасающей Оза из особняка Друзиллы. Разработано компанией Indiagames.

## Sacrifice
Buffy - The Vampire Slayer: Sacrifice — игра для карманной приставки Nintendo DS, вышедшая 15 ноября 2008 года и разработанная компанией Beast.